# Blue Sky Studios
Blue Sky Studios, Inc. a fost un studio de efecte vizuale și animație pe computer cu sediul în Greenwich, Connecticut. A fost fondat pe 22 februarie 1987 de Chris Wedge, Michael Ferraro, Carl Ludwig, Alison Brown, David Brown și Eugene Troubetzkoy după ce angajatorul lor, MAGI, unul dintre studiourile de efecte vizuale ale Tron, s-a închis. Folosind software-ul său de randare intern, studioul a creat efecte vizuale pentru reclame și filme înainte să se dedice la producția de filme de animație. A produs 13 filme lungmetraj, cu primul fiind Epoca de gheață, lansat în 2002 de 20th Century Fox, iar ultimul fiind Spioni deghizați, lansat în 2019.
Blue Sky Studios a fost o subsidiară a 20th Century Animation până la achiziția sa de către Disney, ca parte a achiziției lor a activelor 21st Century Fox în 2019. Blue Sky a fost închis în aprilie 2021 de Disney datorită impactului economic al pandemiei de COVID-19 asupra operațiunilor sale de afaceri.
Epoca de gheață și Rio au fost francizele cu cel mai mare succes comercial ale studioului, iar Roboți (2005), Horton (2008), Snoopy și Charlie Brown: Filmul Peanuts (2015) și Spioni deghizați menționat anterior au fost printre filmele sale cele mai apreciate critic. Scrat, un personaj din franciza Epoca de gheață, a fost mascota studioului.

## Filme
Toate filmele au fost coproduse cu 20th Century Fox Animation și au fost distribuite de 20th Century Fox.
| 2002 | Epoca de gheață                          |
| 2003 |                                          |
| 2004 |                                          |
| 2005 | Roboți                                   |
| 2006 | Epoca de gheață 2: Dezghețul             |
| 2007 |                                          |
| 2008 | Horton                                   |
| 2009 | Epoca de gheață 3: Apariția dinozaurilor |
| 2010 |                                          |
| 2011 | Rio                                      |
| 2012 | Epoca de gheață 4: Continente în derivă  |
| 2013 | Epic - Regatul secret                    |
| 2014 | Rio 2                                    |
| 2015 | Snoopy și Charlie Brown: Filmul Peanuts  |
| 2016 | Epoca de gheață: Ploaie de meteoriți     |
| 2017 | Ferdinand                                |
| 2018 |                                          |
| 2019 | Spioni deghizați                         |

| #  | Titlu                                    | Premiera          | Regizor                                    | Coproducție cu        |
| -- | ---------------------------------------- | ----------------- | ------------------------------------------ | --------------------- |
| 1  | Epoca de gheață                          | 15 martie 2002    | Chris Wedge Co-regizor: Carlos Saldanha    | N/A                   |
| 2  | Roboți                                   | 11 martie 2005    | Chris Wedge Co-regizor: Carlos Saldanha    | N/A                   |
| 3  | Epoca de gheață 2: Dezghețul             | 31 martie 2006    | Carlos Saldanha                            | N/A                   |
| 4  | Horton                                   | 14 martie 2008    | Jimmy Hayward Steve Martino                | N/A                   |
| 5  | Epoca de gheață 3: Apariția dinozaurilor | 1 iulie 2009      | Carlos Saldanha Co-regizor: Mike Thurmeier | N/A                   |
| 6  | Rio                                      | 15 aprilie 2011   | Carlos Saldanha                            | N/A                   |
| 7  | Epoca de gheață 4: Continente în derivă  | 13 iulie 2012     | Steve Martino Mike Thurmeier               | N/A                   |
| 8  | Epic - Regatul secret                    | 24 mai 2013       | Chris Wedge                                | N/A                   |
| 9  | Rio 2                                    | 11 aprilie 2014   | Carlos Saldanha                            | N/A                   |
| 10 | Snoopy și Charlie Brown: Filmul Peanuts  | 6 noiembrie 2015  | Steve Martino                              | N/A                   |
| 11 | Epoca de gheață: Ploaie de meteoriți     | 22 iulie 2016     | Mike Thurmeier Co-regizor: Galen T. Chu    | N/A                   |
| 12 | Ferdinand                                | 15 decembrie 2017 | Carlos Saldanha                            | Davis Entertainment   |
| 13 | Spioni deghizați                         | 25 decembrie 2019 | Nick Bruno Troy Quane                      | Chernin Entertainment |

## Speciale
| # | Titlu                          | Premiera          | Regizor        | Canal | Coproducție cu             |
| - | ------------------------------ | ----------------- | -------------- | ----- | -------------------------- |
| 1 | Ice Age: A Mammoth Christmas   | 24 noiembrie 2011 | Karen Disher   | Fox   | 20th Century Fox Animation |
| 2 | Ice Age: The Great Egg-Scapade | 20 martie 2016    | Ricardo Curtis | Fox   | 20th Century Fox Animation |

## Scurtmetraje
| #  | Titlu                                | Premiera           | Regizor                      | Coproducție cu             | Distribuit de                       | Lansare cu                              | Note                       |
| -- | ------------------------------------ | ------------------ | ---------------------------- | -------------------------- | ----------------------------------- | --------------------------------------- | -------------------------- |
| 1  | Bunny                                | 2 noiembrie 1998   | Chris Wedge                  | 20th Century Fox Animation | 20th Century Fox                    | N/A                                     | Lansare teatrală           |
| 2  | Gone Nutty                           | 26 noiembrie 2002  | Carlos Saldanha              | 20th Century Fox Animation | 20th Century Fox Home Entertainment | Epoca de gheață                         | Lansare media la domiciliu |
| 3  | Aunt Fanny's Tour of Booty           | 27 septembrie 2005 | Chris Gilligan               | 20th Century Fox Animation | 20th Century Fox Home Entertainment | Roboți                                  | Lansare media la domiciliu |
| 4  | No Time for Nuts                     | 21 noiembrie 2006  | Chris Renaud Mike Thurmeier  | 20th Century Fox Animation | 20th Century Fox Home Entertainment | Epoca de gheață 2: Dezghețul            | Lansare media la domiciliu |
| 5  | Surviving Sid                        | 9 decembrie 2008   | Galen Tan Chu Karen Disher   | 20th Century Fox Animation | 20th Century Fox Home Entertainment | Horton                                  | Lansare media la domiciliu |
| 6  | Scrat's Continental Crack-Up         | 25 decembrie 2010  | Steve Martino Mike Thurmeier | 20th Century Fox Animation | 20th Century Fox                    | Călătoriile lui Gulliver Rio            | Lansare teatrală           |
| 7  | Scrat's Continental Crack-Up: Part 2 | 16 decembrie 2011  | Steve Martino Mike Thurmeier | 20th Century Fox Animation | 20th Century Fox                    | Alvin și veverițele: Naufragiați        | Lansare teatrală           |
| 8  | Umbrellacorn                         | 26 iulie 2013      | Stephen Neary                | 20th Century Fox Animation | 20th Century Fox                    | N/A                                     | Lansare teatrală           |
| 9  | Cosmic Scrat-tastrophe               | 6 noiembrie 2015   | Mike Thurmeier               | 20th Century Fox Animation | 20th Century Fox                    | Snoopy și Charlie Brown: Filmul Peanuts | Lansare teatrală           |
| 10 | Scrat: Spaced Out                    | 11 noiembrie 2016  | Mike Thurmeier Galen T. Chu  | 20th Century Fox Animation | 20th Century Fox Home Entertainment | Epoca de gheață: Ploaie de meteoriți    | Lansare media la domiciliu |

## Serial
| # | Titlu                | Premiera        | Canal   | Coproducție cu                      |
| - | -------------------- | --------------- | ------- | ----------------------------------- |
| 1 | Ice Age: Scrat Tales | 13 aprilie 2022 | Disney+ | 20th Century Animation (necreditat) |

## Francize
| # | Titlu           | Ani       | Filme | Scurtmetraje | Sezoane |
| - | --------------- | --------- | ----- | ------------ | ------- |
| 1 | Epoca de gheață | 2002–2022 | 4     | 7            | 1       |
| 2 | Rio             | 2011–2014 | 2     | 0            | 0       |